# Sierafimowskoje (Kraj Stawropolski)
Sierafimowskoje (ros. Серафимовское) – wieś w Rosji, w Kraju Stawropolskim, w rejonie arzgirskim. W 2010 liczyła 2082 mieszkańców.